# Stöckse
Stöckse ist eine Gemeinde im Osten des Landkreises Nienburg/Weser und ist Mitgliedsgemeinde der Samtgemeinde Steimbke in Niedersachsen.

## Geografie
Stöckse liegt inmitten des Staatsforstes „Krähe“ zwischen Langendamm und Steimbke.
Stöckse gliedert sich in die Dörfer Stöckse und Wenden mit dem Ortsteil Lohe.
| Eystrup        | Hämelsee   | Rethem (Aller)  | Eilte         | Hodenhagen   |
| Haßbergen      | Heemsen    | Sonnenborstel   | Steimbke      | Schwarmstedt |
| Nienburg/Weser | Langendamm |                 | Wendenborstel | Lutter       |
| Estorf         | Linsburg   | Borstel         | Hagen         | Helstorf     |
| Landesbergen   | Husum      | Steinhuder Meer | Neustadt      | Resse        |

## Geschichte
Eine erste urkundliche Erwähnung zu Stöckse ist in der Güterverzeichnisliste des Klosterstifts Herford von 1180 zu finden. In alten Aufzeichnungen wurden für den Ort auch die Bezeichnungen Stockhausen, Stukenhausen, Stockheim, Stöcksen oder Stöxe benutzt.
Nach der Auflösung des Amtes Wölpe erfolgte 1859 die Zuordnung von Stöckse zum Amt Nienburg.
Am 1. März 1974 wurde die Nachbargemeinde Wenden eingegliedert.

## Politik

### Gemeinderat
Der Rat der Gemeinde Stöckse besteht aus elf Ratsfrauen und Ratsherren. Dies ist die festgelegte Anzahl für die Mitgliedsgemeinde einer Samtgemeinde mit einer Einwohnerzahl zwischen 1001 und 2000 Einwohnern. Die Ratsmitglieder werden durch eine Kommunalwahl für jeweils fünf Jahre gewählt. Die aktuelle Amtszeit begann am 1. November 2021 und endet am 31. Oktober 2026.
Die letzte Kommunalwahl am 11. September 2021 ergab das folgende Ergebnis:
| Partei     | Anteilige Stimmen | Anzahl Sitze |
| ---------- | ----------------- | ------------ |
| CDU        | 50,72 %           | 6            |
| WG Stöckse | 17,58 %           | 2            |
| SPD        | 22,18 %           | 2            |
| GRÜNE      | 7,07 %            | 1            |

Die Wahlbeteiligung bei der Kommunalwahl 2021 betrug 77,93 %.

### Bürgermeister
Der Gemeinderat wählte das Gemeinderatsmitglied Holger Spreen (CDU) zum ehrenamtlichen Bürgermeister für die aktuelle Wahlperiode.

## Kultur und Sehenswürdigkeiten

### Sehenswürdigkeiten
- In Stöckse liegt der Stöckser See als kleiner Waldsee, der einen hohen Naherholungswert hat.
- Unweit des Sees befindet sich der Giebichenstein, ein riesiger Findling aus der Eiszeit.
- Unmittelbar bei dem Riesenstein befindet sich das „Teufelsbett“, ein neolithisches Großsteingrab, das seiner Decksteine beraubt wurde.
- Des Weiteren steht in Stöckse die Kartoffeldämpfanlage Stöckse als die einzige in Deutschland erhaltene und restaurierte Anlage dieser Art. Seit 2009 ist sie offizielles Kulturdenkmal.[6]
- Die Bockwindmühle Ahrbecker kam 1870 nach Stöckse-Wenden. Erbaut wurde sie vermutlich etwa 200 Jahre früher. Sie wurde 1930 stillgelegt und 2003 wieder in Betrieb genommen. Eine Besonderheit sind die drei Mahlwerke der Mühle. Seit 2007 trägt die Mühle den Namen „Martha“.[7]

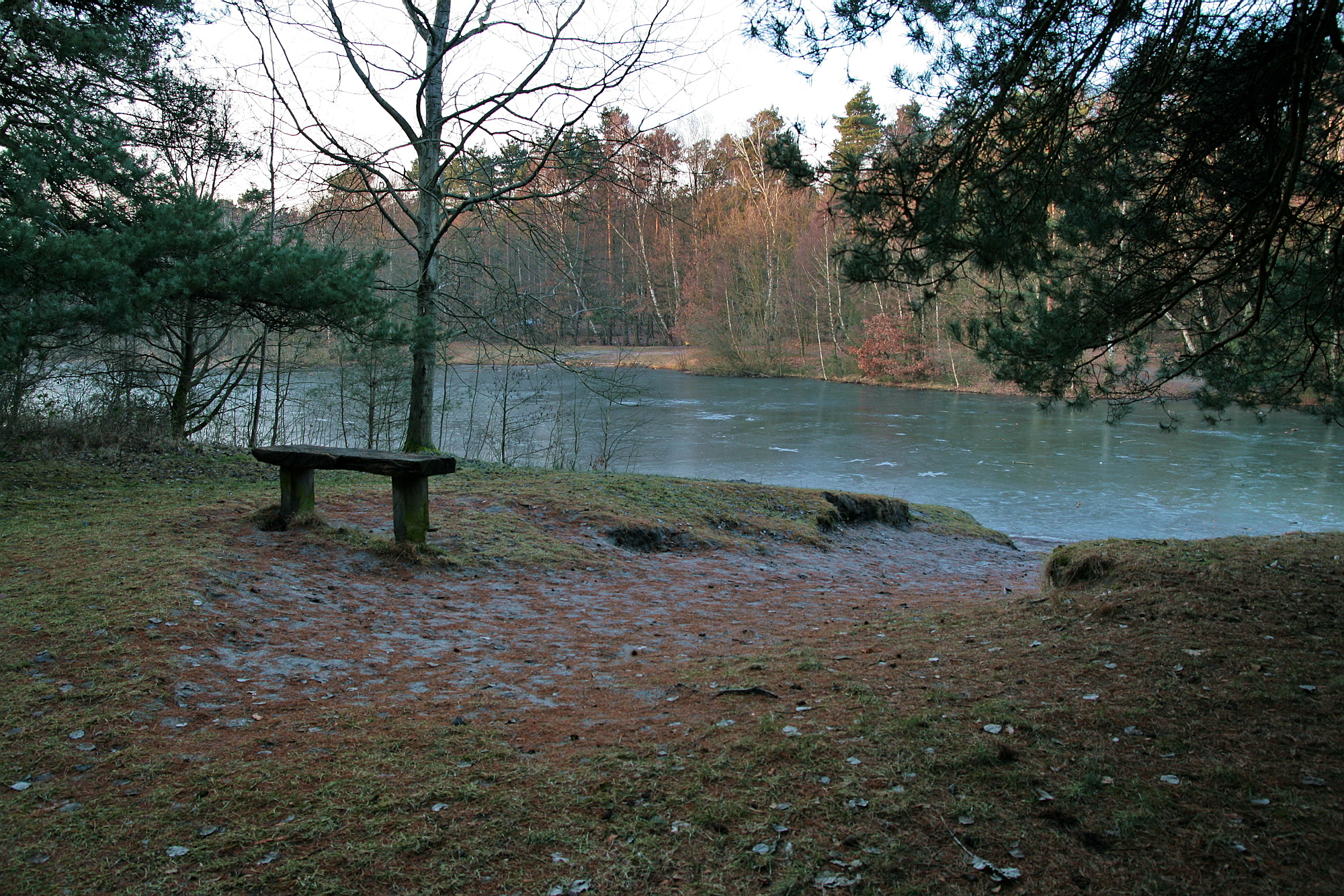
Stöckser See im Winter
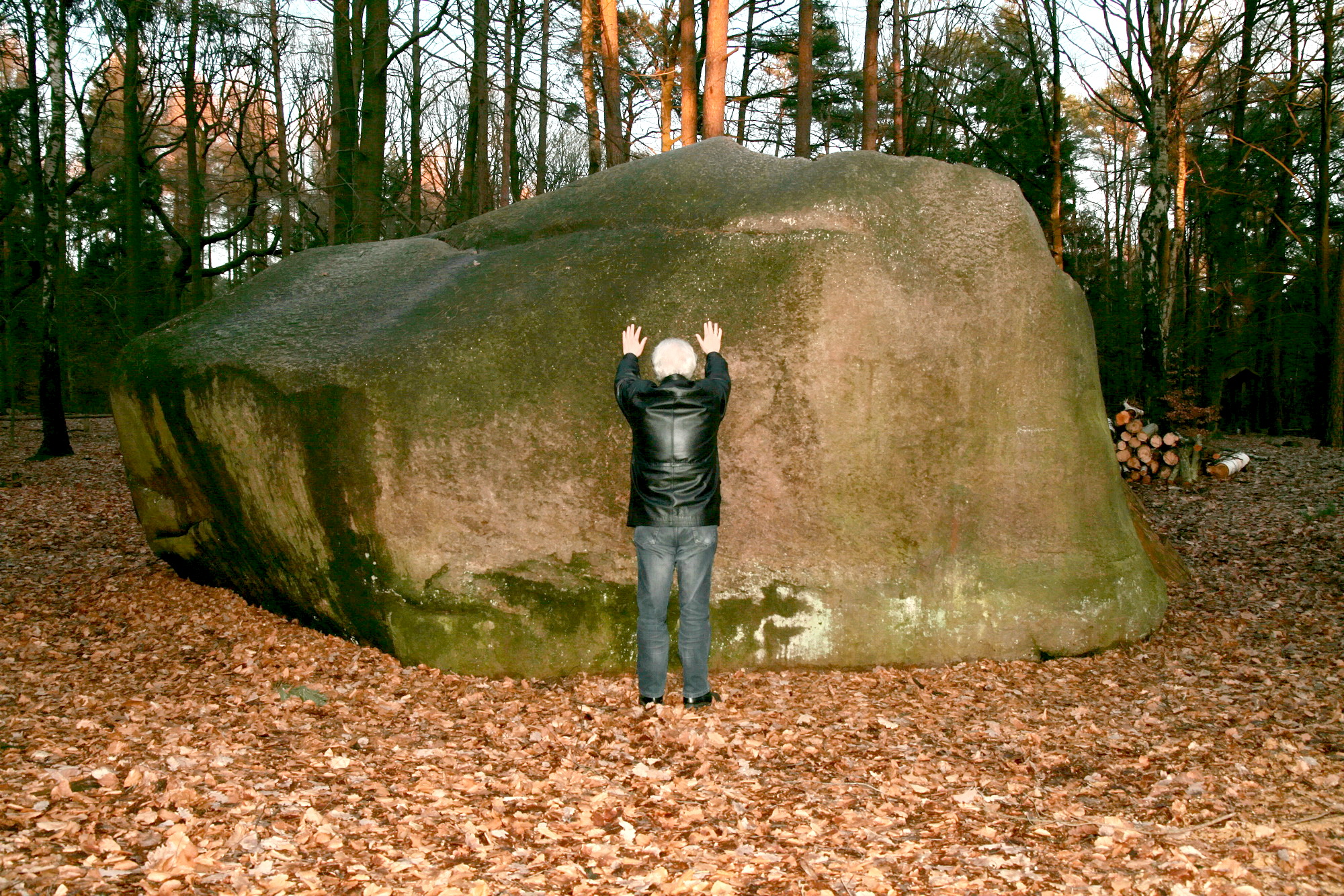
Giebichenstein am Stöckser See
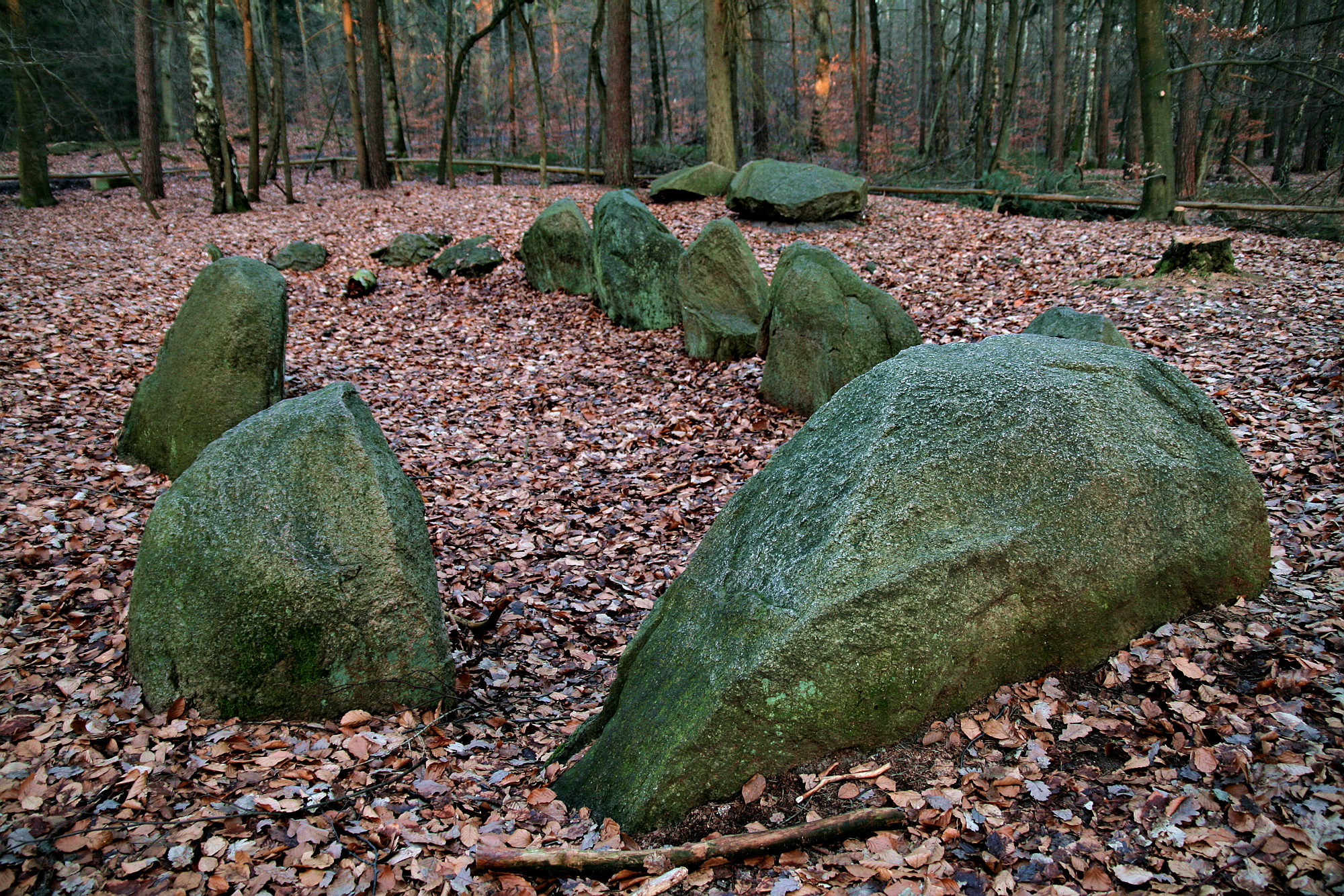
Großsteingrab Teufelsbett beim Giebichenstein
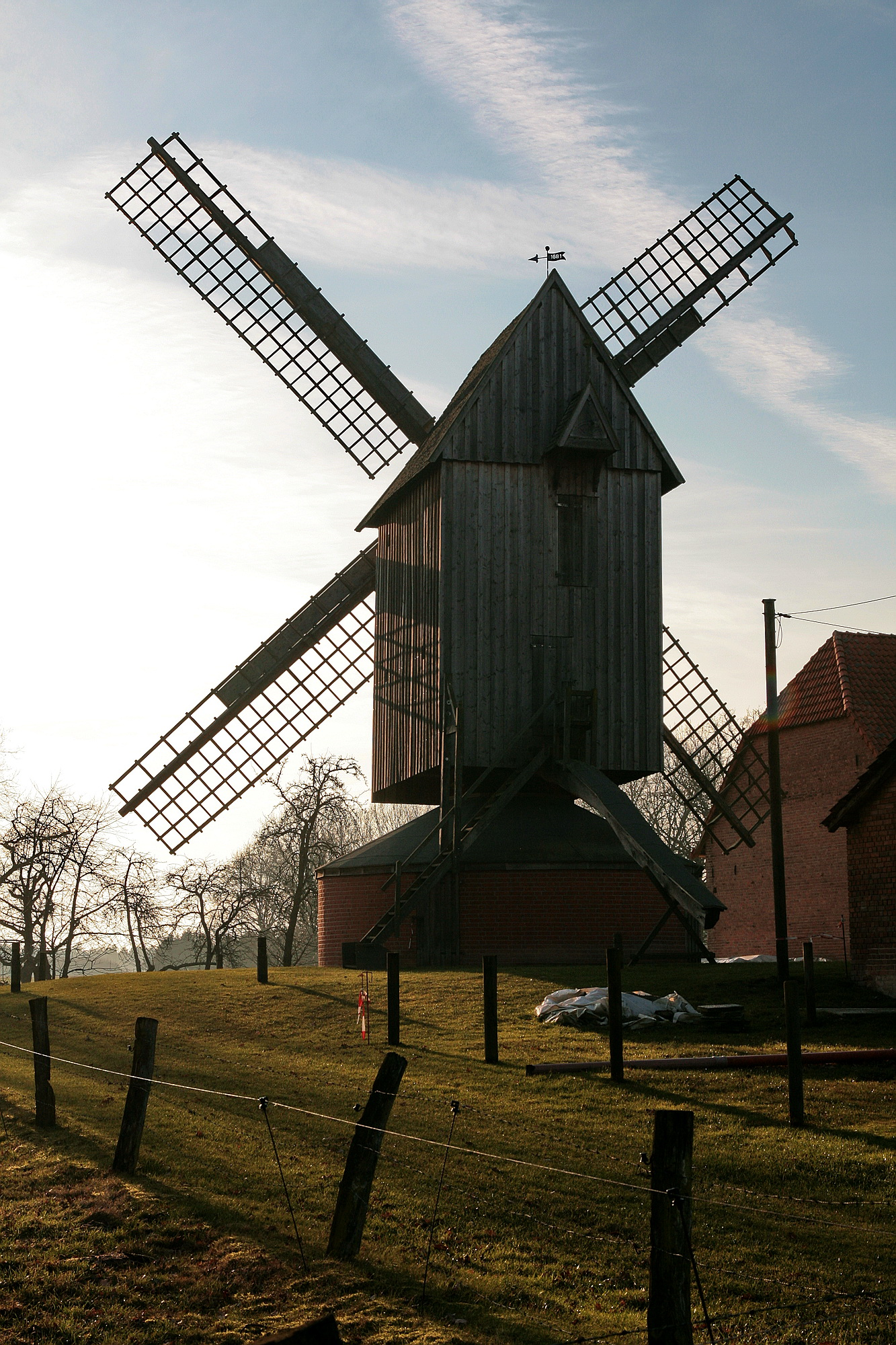
Bockwindmühle „Martha“ in Wenden

### Theater

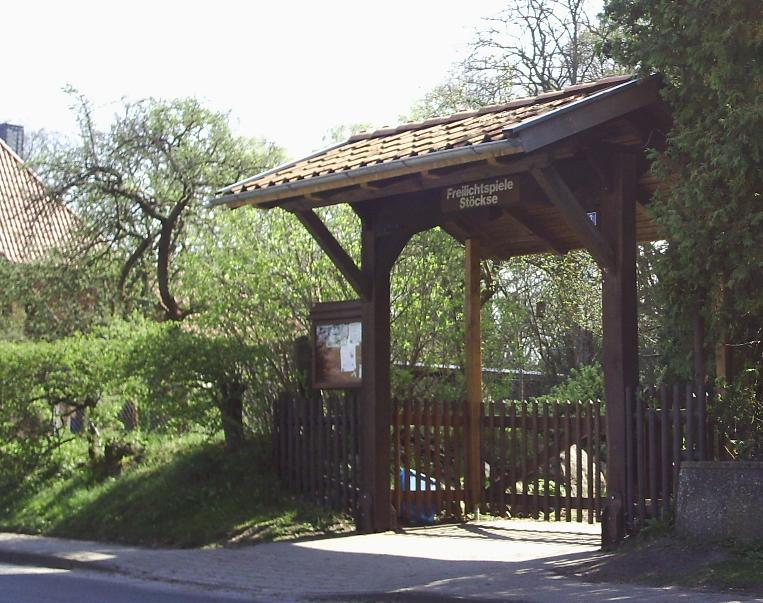
Freilichtbühne Stöckse

In einem Waldstück im Ortskern von Stöckse liegt die 1951 gegründete Freilichtbühne mit  700 Plätzen. Aufgeführt werden Komödien und Schwänke in plattdeutscher Sprache. Ein Kindertheater spielt unter dem Motto „Kinder spielen für Kinder“. 1986 wurde der eingetragene Verein gegründet, der heute die Bühne betreibt; dieser trat im selben Jahr dem Verband Deutscher Freilichtbühnen (VDF) bei.
Alljährlich am zweiten Dezemberwochenende findet in der Alten Schule die Dörpwiehnacht statt, die ein Kinderweihnachtstheaterstück der Freilichtbühne sowie einen Weihnachtsmarkt umfasst.

## Wirtschaft und Infrastruktur
Durch Stöckse verlaufen die Kreisstraßen 3 und 5, nördlich des Ortes die Bundesstraße 214. Der nächste Bahnhof ist Linsburg an der Bahnstrecke Bremen–Hannover, fünf Kilometer südwestlich von Stöckse. Eine Linie von Regiobus Hannover verbindet das Dorf Stöckse mit der Kreisstadt Nienburg (Weser) und dem Bahnhof Nienburg (Weser). Eine Buslinie verbindet Lohe und Wenden mit den Bahnhöfen Linsburg und Nienburg (Weser)'

## Persönlichkeiten

### Söhne und Töchter der Gemeinde
- August Biester (1854–1926), Lehrer und Heimatschriftsteller
- Louis Biester (1882–1965), Politiker (SPD)

### Persönlichkeiten, die vor Ort gewirkt haben
- Monika Fornaçon (* 2. Februar 1964 in Nienburg/Weser), Fußballschiedsrichterin